# Hedyotis bahaii
Hedyotis bahaii là một loài thực vật có hoa trong họ Thiến thảo. Loài này được J.F.Maxwell mô tả khoa học đầu tiên năm 2002.